# Venturia (Dakota del Norte)
Venturia es una ciudad ubicada en el condado de McIntosh en el estado estadounidense de Dakota del Norte. En el censo de 2010 tenía una población de 10 habitantes y una densidad poblacional de 61,29 personas por km².

## Geografía
Venturia se encuentra ubicada en las coordenadas 45°59′51″N 99°32′59″O / 45.99750, -99.54972. Según la Oficina del Censo de los Estados Unidos, Venturia tiene una superficie total de 0.16 km², de la cual 0.16 km² corresponden a tierra firme y (0%) 0 km² es agua.

## Demografía
Según el censo de 2010, había 10 personas residiendo en Venturia. La densidad de población era de 61,29 hab./km². De los 10 habitantes, Venturia estaba compuesto por el 100% blancos, el 0% eran afroamericanos, el 0% eran amerindios, el 0% eran asiáticos, el 0% eran isleños del Pacífico, el 0% eran de otras razas y el 0% pertenecían a dos o más razas. Del total de la población el 0% eran hispanos o latinos de cualquier raza.